# Departamentul Mayahi
Departamentul Mayahi este un departament din  regiunea Maradi, Niger, cu o populație de 392.254 locuitori (2001).